# スーツネット
スーツネット（SUITS NET）は、広島県広島市に本社を置く、衣料品卸・小売り業を営む株式会社の略称。正式名称は株式会社スーツネット（英語名：SUITSNET. Inc）。

## 概要
- 「誰もが気軽にファッション性の高い高品質なオフィスウェアを、最適なコストパフォーマンスで着られる生活作りを目指す」をコンセプトに設立。
- 「わかりやすさと安心」を運営上のテーマとし、「衣を通じての生活の向上に貢献したい」を理念とする。このことは、「理念と企業倫理」としてウェブ上で公開している。

## 沿革
- 2009年　株式会社スーツネット　設立
- 2010年　「メンズ倉庫上安店」を、広島県広島市安佐南区にオープン
- 2010年　オーダーメイドスーツの販売を本格化
- 2016年　企業向け制服・ユニフォームの販売を本格化
- 2016年　資本金を700万円に増資
- 2016年　企業向けユニフォーム・制服販売の専門窓口「ユニフォーム制服のユニトーン」を設置
- 2018年　「広島えびすテーラー」を、広島県広島市中区にオープン
- 2020年　「福岡えびすテーラー」を、福岡県福岡市中央区にオープン